# كوينتين ديلي
كوينتين ديلي (بالإنجليزية: Quintin Dailey)‏ مواليد 22 يناير 1961 في بالتيمور - الوفاة 08 نوفمبر 2010، كان لاعب كرة سلة أمريكي. بدأ مسيرته الاحترافية في سنة 1982. تم اختياره من قبل فريق شيكاغو بولز خلال الدرافت. بلغ طوله 6 قدم 3 بوصة (1.9 م). اعتزل اللعب في 1992.

## المسيرة الاحترافية
لعب مع شيكاغو بولز من سنة 1982 إلى 1986، ثم لعب مع لوس أنجلوس كليبرز من سنة 1986 إلى 1989، ثم لعب مع سياتل سوبرسونيكس من سنة 1989 إلى 1992.

## روابط خارجية
- كوينتين ديلي على موقع إن بي أي (الإنجليزية)
- كوينتين ديلي على موقع سبورتس رفرنس (الإنجليزية)
- كوينتين ديلي على موقع كلية كرة السلة في سبورتس رفرنس.كوم (الإنجليزية)
- كوينتين ديلي على موقع ريلجم (الإنجليزية)
- كوينتين ديلي على موقع بروبوليرز (الإنجليزية)